# Жан Мельє

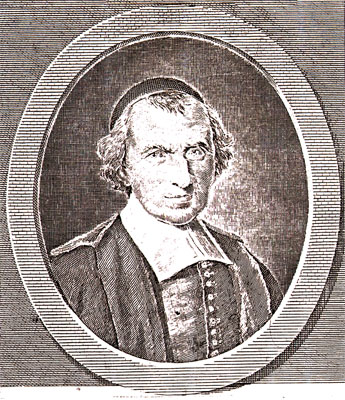
Жан Мельє

Жан Мельє́ (фр. Jean Meslier); 15 червня 1664 — 17 червня 1729) — французький  філософ-матеріаліст, атеїст, утопічний комуніст, католицький священик.

## Біографія
Жан Мельє народився 15 червня 1664 року в провінції Шампань, у родині сільського шевця. Після закінчення духовної семінарії 40 років прослужив парафіяльним священиком. З часом втратив віру в релігії, але не показував цього. Наприкінці життя вступив у конфлікт з місцевим поміщиком, якого підтримало церковне керівництво. Не бачачи інших способів довести правильність своїх поглядів, заморив себе голодом.
За кілька років до смерті Мельє склав «Нотатки думок і переконань», пізніше названі «Заповітом».
У 1793 році Національний Конвент Франції назвав його «першим священиком, що мав сміливість і сумлінність відмежовуватися від релігійних забобонів» і була встановлена його статуя в Парижі, яка збереглася.

## Погляди
Соціально-політичні погляди Ж. Мельє сформувалися на основі ранньохристиянської літератури, творів отців церкви, праці давніх філософів. Він добре вивчив як праці Платона, Лукреція, Вергілія, Сенеку, Овідія так і сучасників.
У передмові «Заповіту» він заявляв про намір відкрити очі на «огидні омани, серед яких ми всі, скільки нас є, мали нещастя народитися і жити, на омани, які я сам мав неприємний обов'язок підтримувати». У ньому вперше поєдналися ідеї демократизму, матеріалістичного світорозуміння і войовничого атеїзму. У творі він гостро критикував не лише суспільні відносини феодальної Франції, а й основи класового суспільства в цілому.
Проте Мельє виступав не лише проти феодального гніту. Він заперечував також приватну власність, вважаючи її початком усіх соціальних лих. Лише із знищенням приватної власності людство позбудеться злиднів, тиранії і війн. У «Заповіті» зображені риси ідеального ладу, основою якого є загальна власність і обов'язкова для всіх праця. Комунізм Мельє має утопічний характер. Щоб здійснити революцію і створити нове суспільство, досить, за його задумом, лише просвітити народ.

## Твори
- Jean Meslier Oeuvres complètes, Éd. Roland Desné, J . Deprun, R. Desne, A. Soboul, 3 томи, Paris, Anthropos, 1970 bis 1972
- Jean Meslier, Mémoire contre la religion, Paris, Coda, 600 p., 2007 (ISBN 2849670278)